# Superintendência Nacional da Marinha Mercante
Superintendência Nacional da Marinha Mercante (SUNAMAM) é uma extinta autarquia do governo federal do Brasil, criada no governo de Costa e Silva, em 1969, com a finalidade de substituir a Comissão de Marinha Mercante.
A Comissão de Marinha Mercante, autarquia criada pelo Decreto-lei nº 3.100, de 7 de março de 1941, passou a se denominar Superintendência Nacional da Marinha Mercante - SUNAMAM pelo Decreto nº 64.125 de 19 de fevereiro de 1969.
Teve a sua extinção estabelecida pelo Decreto-lei nº 2.035, de 21.06.83, sendo substituída pelo COMAM.